# Kraj (1882–1909)
Der Kraj (Land) war eine polnische Wochenzeitschrift, die von 1882 bis 1909 in Sankt Petersburg herausgegeben wurde. Von 1907 erschien Kraj als Tageszeitung.
Die Zeitschrift wurde von Włodzimierz Spasowicz und Erazm Piltz gegründet. Von 1906 war Bohdan Kutyłowski Chefredakteur.
Mitarbeiter waren unter anderem Kazimierz Bartoszewicz, Józef Tokarzewicz, Ludomir Grendyszyński. Zudem publizierten Adolf Dygasiński, Eliza Orzeszkowa, Bolesław Prus und Henryk Sienkiewicz in dieser Zeitschrift.
Literarisch-wissenschaftliche Beilagen waren Przegląd Literacki, Życie i Sztuka und Czytelnia. 